# Convolosaurus

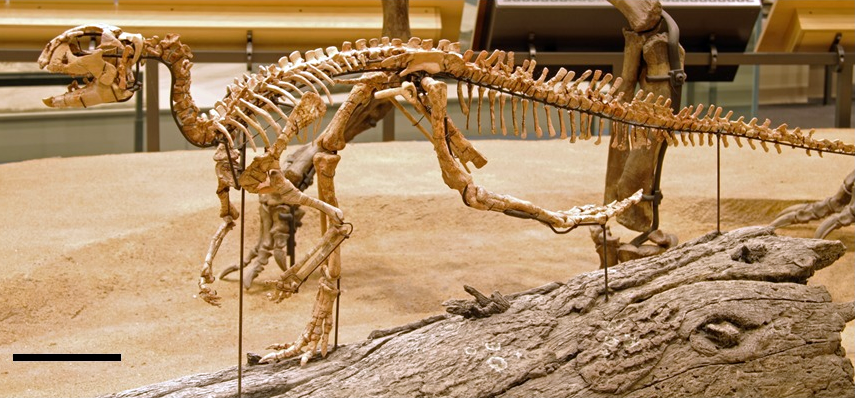
Het opgestelde skelet in het Ross Perot Museum

Convolosaurus marri is een plantenetende ornitischische dinosauriër, behorende tot de Euornithopoda, die tijdens het vroege Krijt leefde in het gebied van het huidige Noord-Amerika.

## Vondst en naamgeving
In mei 1985 vond James "Rusty" Branch bij het Proctor Lake in Comanche County in Texas een vindplaats van dinosauriërs die de rijkste was uit het Onder-Krijt van Noord-Amerika. Teams van het Shuler Museum of Paleontology, deel van de Southern Methodist University te Dallas groeven decennialang fossielen op uit twee groeven aan de zuidoostelijke oever van het meer, de Camp Quarry en de North Quarry, daarbij bijgestaan door het Proctor Lake US Army Corps of Engineers op wiens terrein de vindplaatsen lagen. Al in 1986 waren zestig concentraties van beenderen gevonden en zeventien steenblokken geborgen. De fossielen werden voor een groot deel geprepareerd door Kent Newman. De ontdekking werd in 1988 gemeld in de wetenschappelijke literatuur en in 1989 werd een interpretatie gegeven van het sociale gedrag van de dieren. Vondsten werden gecombineerd tot drie tentoongestelde skeletten, een in het Proctor Lake US Army Corps of Engineers Office te Proctor gebaseerd op specimen SMU 70456, een in het Perot Museum of Nature and Science, een composiet van de specimina SMU 74087, SMU 74093 en SMU 74104, en een in het Fort Worth Museum of Science and History gebaseerd op specimen SMU 74663. Ondanks deze publiciteit bleef het taxon, hoewel het duidelijk was dat het een nieuwe soort vertegenwoordigde, nog onbenoemd. Het werd aangeduid als de Proctor Lake hypsilophodontid.

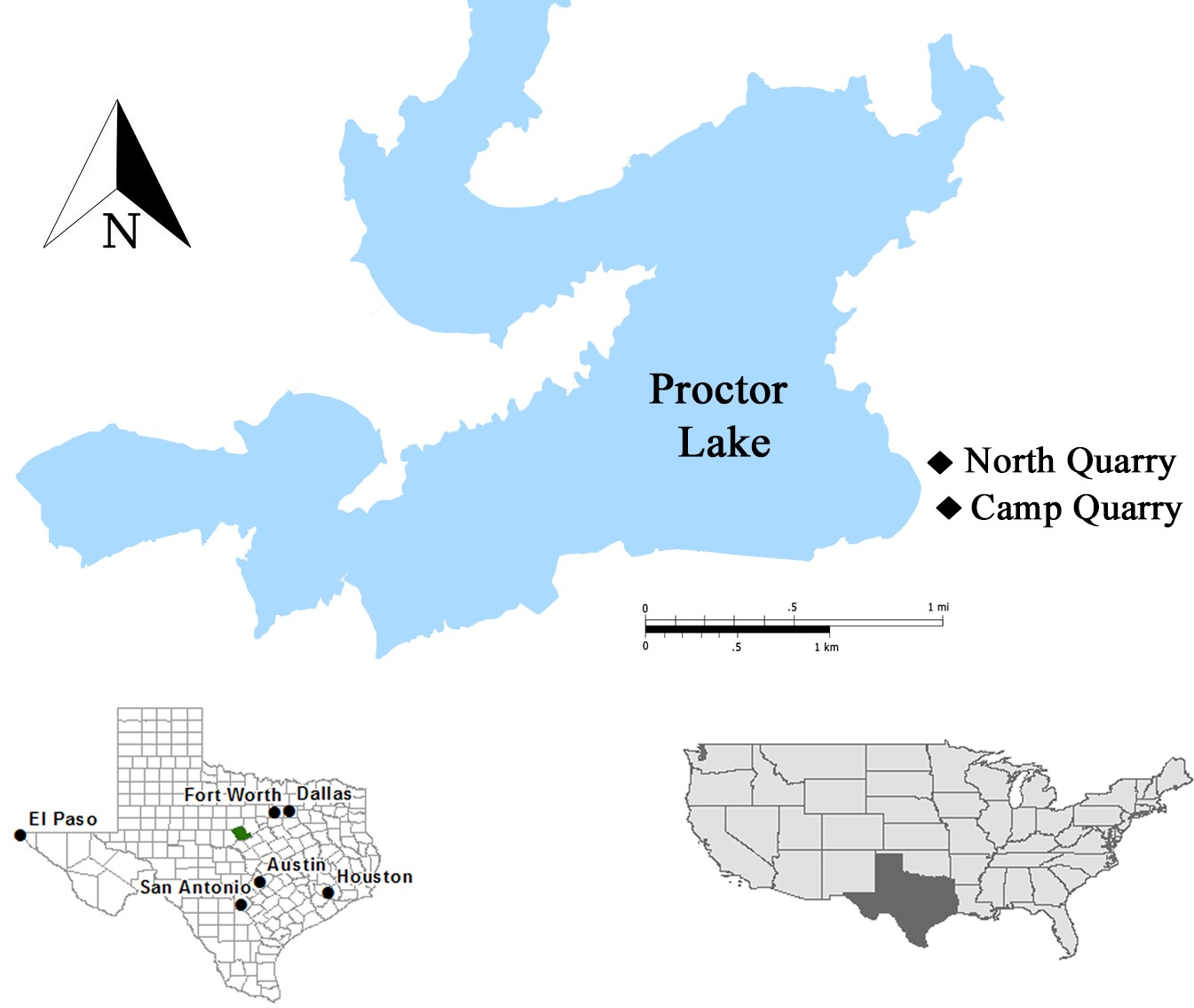
Kaart van de vindplaats

In 2019 benoemden en beschreven Kate A. Andrzejewski, Dale A. Winkler en Louis Leo Jacobs de typesoort Convolosaurus marri. De geslachtsnaam komt van het Latijn convolare, het zich tot een zwerm verzamelen van vogels, een verwijzing naar de rijke concentratie van fossielen. De soortaanduiding eert Dr. Ray H. Marr die veel heeft gedaan voor het bekender maken van de Society of Vertebrate Paleontology, vooral bij de studenten van de SMU.
Het holotype, SMU 72834, is gevonden in een laag van de Twin Mountains Formation die dateert uit het Aptien. Het bestaat uit een gedeeltelijk skelet met schedel. Bewaard zijn gebleven: het cranium met onderkaken, de volledige wervelkolom tot en met de drieëntwintigste staartwervel, de schoudergordel, de linkervoorpoot, het rechteropperarmbeen, het bekken, beide dijbeenderen, beide scheenbeenderen en het linkerkuitbeen. Het betreft een jongvolwassen dier.
Een groot aantal fossielen is toegewezen. Deze telden in 2019 488 specimina die minstens negenentwintig individuen vertegenwoordigen, in leeftijd verschillend van jongvolwassen tot kleine jonge dieren, en bijna alle elementen van het skelet omvatten. De grotere skeletten liggen typisch in verband. Jonge dieren zijn aangetroffen als verspreide losse beenderen die sterk geconcentreerd zijn. Zo bevatte een blok van 150 bij 75 centimeter minstens elf jongen die op elkaar liggen. Het was onduidelijk of die in een keer afgezet zijn of als een geleidelijke accumulatie over vele jaren.

## Beschrijving

### Grootte en onderscheidende kenmerken

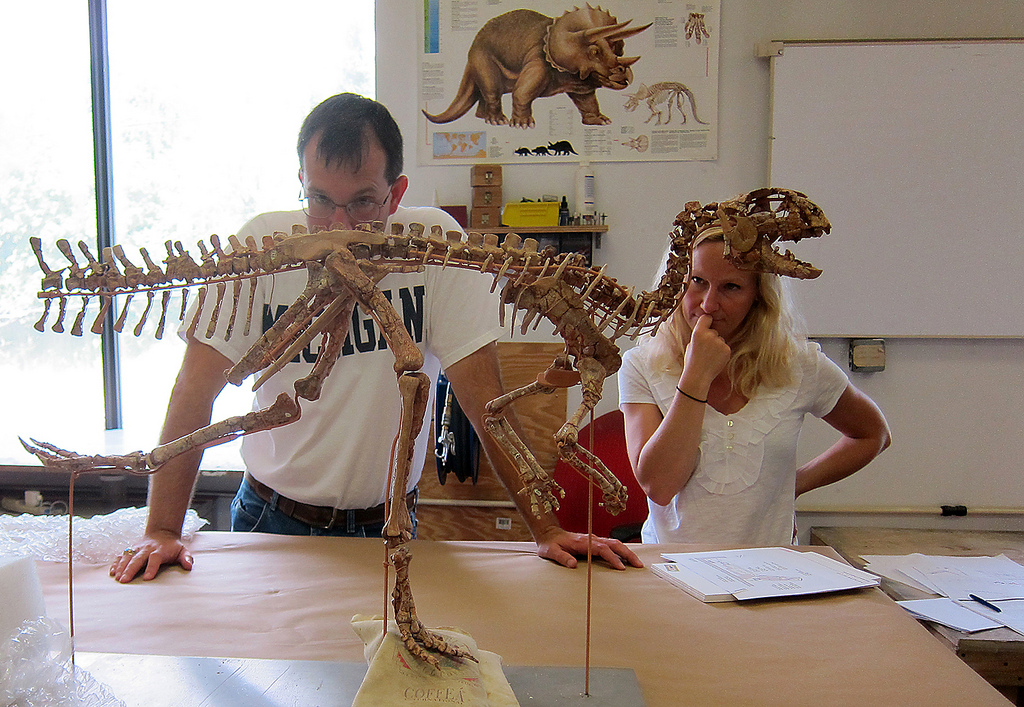
Ronald Tykowski bestudeert het bekken

Het holotype heeft een geschatte lengte van tweeënhalve tot drie meter, wat duidt op een gewicht van ruwweg zeventig kilogram. Het was echter nog onvolgroeid en de beschrijvers leidden hieruit af dat de volwassen grootte van Convolosaurus onbekend was. Dijbeenderen variëren van 51 tot 315 millimeter in lengte; de kleinste gevonden jongen moeten dus slechts een halve meter lang geweest zijn.
De beschrijvers wisten enkele onderscheidende kenmerken vast te stellen. Een daarvan is een autapomorfie, unieke afgeleide eigenschap. Er staan vier tanden in de praemaxilla, met een verticale trog op de buitenzijde.
Daarnaast is er een unieke combinatie van kenmerken die op zich niet uniek zijn. Sommige daarvan zijn basale eigenschappen die al kenmerkend zijn voor de oudste euornithopoden. Er staan tanden in de praemaxilla. De hele bovenrand van de oogkas wordt bedekt door twee supraorbitalia. Andere zijn afgeleide kenmerken die duiden op een hogere positie in de stamboom. De wortels van de maxillaire tanden zijn gekromd. De halswervels zijn van voren bol en van achteren hol. Bij de wervels van het heiligbeen hebben de doornuitsteeksels tweemaal de hoogte van de wervellichamen. Het uiteinde van het zitbeen is verbreed tot een "voet". Tussen de voorzijden van de onderste gewrichtsknobbels van het dijbeen loopt een slechts ondiepe groeve. De processus praepubicus van het schaambeen is overdwars afgeplat.

### Skelet

#### Schedel en onderkaken

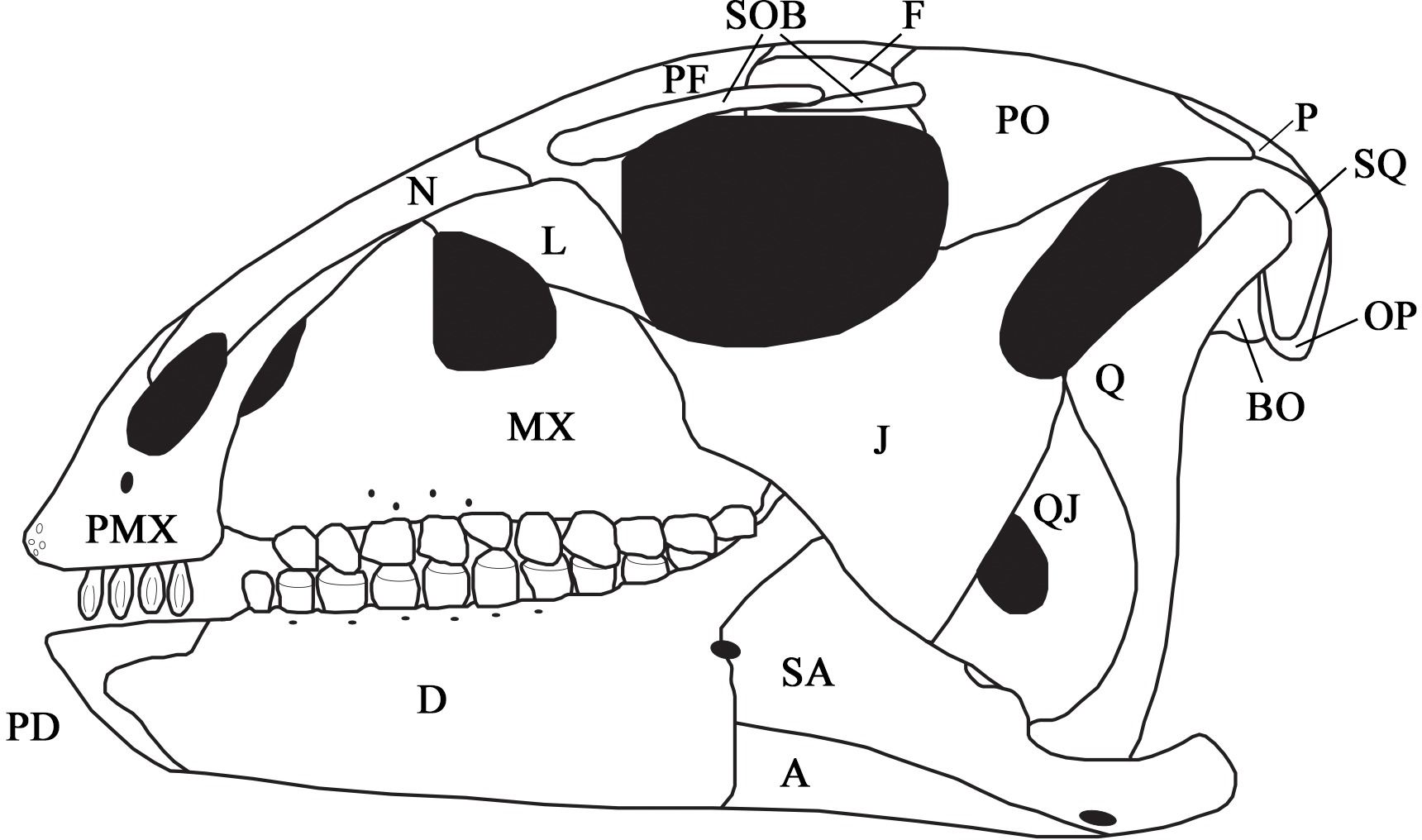
Diagram van de schedel

De kop van Convolosaurus heeft een basale vorm: vrij klein met een bol bovenprofiel. De snuit is wat afhangend. De praemaxilla raakt het traanbeen niet. Er zijn. ongeacht de leeftijd vier premaxillaire tanden. Die zijn vrij groot, zonder enig teken van reductie. Hun aantal is echter wel met één gereduceerd ten opzichte van basale Ornithischia. De tanden zijn afgeplat en vrij recht. Beide snijranden hebben fijne kartelingen. Er zijn zes tot acht lage verticale richels op de buitenzijde en de binnenzijde. De buitenzijde heeft een ondiepe trog. Het email is aan beide zijden even dik. De tanden zijn even lang. Het bovenkaaksbeen ofwel maxilla heeft net achter de voorste tak een uitsteeksel dat naar buiten in de praemaxilla steekt. Er is geen fenestra maxillaris. Jonge dieren hebben acht maxillaire tanden, oude tien. De voorliggende tanden overlappen de achterliggende aan de buitenzijde. De maxillaire tanden zijn afgeplat met een meer naar achter liggend spits. Ze hebben grove kartelingen. Het aantal richels bedraagt zes of zeven maar er kunnen wel zeventien kartelingen zijn zodat lang niet alle denticula door een richel ondersteund worden. Het email is beperkt tot de buitenzijde. De tandbasis is verdikt. De wortel kromt naar binnen. Het bovenkaaksbeen heeft een hoge horizontale richel op de buitenzijde. De neusbeenderen worden vooraan ingekeept door overlappende praemaxillae. Ze worden niet doorboord door foramina. Het traanbeen, het os lacrimale, raakt het jukbeen net. Het jukbeen raakt de fenestra antorbitalis niet. Een jukbeenhoorn ontbreekt. Het quadratojugale overlapt een groot deel van de schacht van het quadratum. Het quadratum is hoog en de onderste schacht buigt naar voren.
Het voorhoofdsbeen, het os frontale, vormt het grootste deel van de bovenkant van de oogkas. De twee supraorbitalia per zijde vormen twee opliggende wenkbrauwen, achter elkaar geplaatst en met de punten elkaar rakend. De beschrijvers zien deze structuren als homoloog aan het palpebrale, hoewel de oogkas niet overspannen wordt. De wandbeenderen vormen maar een lage middenkam. Het wandbeen heeft een complexe verbinding op het raakpunt met voorhoofdsbeen en postorbitale.
In de onderkaak heeft het predentarium, de beenkern van de ondersnavel, een matig diepe trog op de buitenkant naar achteren lopen tot over de achterste onderste tak. De onderkaak is robuust en hoog. Het dentarium bevat acht tot elf tanden. De laatste tand ligt aan de binnenzijde van het coronoïde uitsteeksel. De dentaire tanden lijken op de maxillaire maar nu bevindt het email zich aan de binnenzijde met een duidelijke hoofdrichel. Ze hebben tot veertien denticula. Het kaakgewricht ligt veel lager dan de tandrij.

#### Postcrania
De wervelkolom telt negen halswervels, vijftien ruggenwervels, zes sacrale wervels en minstens drieënveertig staartwervels. De staart is vermoedelijk niet veel langer dan de uiterste gevonden wervel.
De nek heeft een proatlas. De nek is vrij kort en maakt een duidelijke S-bocht. De halswervels zijn gekield. De ruggenwervels zijn amficoel. Bij de tiende staartwervel houden de zijuitsteeksels op. Bij de eerste wervel steken die schuin naar achteren maar bij de volgende wervels recht naar bezijden uit. De doornuitsteeksels van de staartbasis zijn lang en verlengen zich tot en met de negende wervel zodat een soort kam ontstaat. Daarna nemen ze weer in hoogte af. Over de rug, heup en volle lengte van de staart wordt de wervelkolom verstijfd door evenwijdig lopende verbeende pezen, soms bundels vormend van achttien pezen dik.
Het schouderblad is tamelijk kort en bovenaan sterk verbreed, vooral naar achteren toe. Het ravenbeksbeen wordt doorboord door een foramen coracoideum waarvan de buitenste ingang rond is en binnenste uitgang ovaal en dichter bij het raakvlak met het schouderblad gelegen, net als bij Hypsilophodon.
De voorpoot is kort en niet speciaal ontwikkeld om op te lopen. De formule van de vingerkootjes is 2-3-3/4-2-1. Bij sommige exemplaren heeft de derde vinger dus drie, bij andere vier kootjes. Dit markeert de overgang tussen de basale toestand met vier kootjes en de afgeleide met drie kootjes.
Bij het darmbeen is het aanhangsel voor het schaambeen kleiner dan dat voor het zitbeen en daarbij naar beneden en achteren gekromd. Het lage voorblad kromt ook iets naar beneden. Het hoge achterblad is recht afgesneden. Het zitbeen is achteraan verdikt, vooral in zijaanzicht, maar niet sterk verbreed in bovenaanzicht. Bij het schaambeen steekt de processus praepubicus vóór het voorblad van het darmbeen uit. Bij oude exemplaren kromt dit uitsteeksel naar boven. Het foramen obturatum is meestal open, soms dicht.
Bij grote exemplaren is het scheenbeen duidelijk langer dan het dijbeen. Bij dat laatste wordt de trochanter minor van de trochanter major gescheiden door een smalle V-vormige groeve. Bij het scheenbeen is de crista cnemialis klein en afgerond. Bij het sprongbeen loopt de opgaande tak taps toe naar buiten. Onder de tak ligt een horizontale groeve. De enkel heeft twee onderste tarsalia. De binnenste daarvan heeft een rechthoekig profiel met afgeronde hoeken. De buitenste is wigvormig. Het vijfde middenvoetsbeen is een gereduceerde beensplinter met ongeveer een derde van de lengte van het derde middenvoetsbeen. De formule van de teenkootjes is 2-3-4-5-0. De uiterste kootjes zijn scherpe klauwen.

## Fylogenie
Eerst werden de vondsten aangezien voor een lid van de Hypsilophodontidae. Later werd begrepen dat dit een onnatuurlijke parafyletische groep is. Convolosaurus werd in 2019 basaal in de Euornithopoda geplaatst, boven Hypsilophodon en onder Thescelosaurus in stamboom. Eerdere analyses vonden juist Thescelosaurus basaler dan Hypsilophodon, een positie die werd veroorzaakt door het bezit van Thescelosaurus van twee suprarorbitalia in de oogkas. Convolosaurus heeft die echter ook maar samen met kenmerken die een afgeleidere positie afdwingen en dat trekt Thescolosaurus "omhoog".

## Levenswijze
Convolosaurus was een kleine tweevoetige planteneter. Zijn leefgebied lag zo'n honderd kilometer van de toenmalige kustlijn. Het bestond uit een vrij droog terrein met een droog seizoen en een nat seizoen. De plantengroei concentreerde zich langs rivieren die door het landschap meanderden.
Een analyse van de gevonden botten liet zien dat de meeste dieren zo'n meter lang waren. Dat zou volgens de beschrijving uit 2019 er op kunnen wijzen dat de vondsten jeugdgroepen vertegenwoordigen. Zelfs de grootste botten tonen geen groeilijnen. Dat is lastig te verklaren. Het zou kunnen dat de dieren al binnen één jaar de volwassen leeftijd bereikten maar dat werd onwaarschijnlijk geacht. Een andere oplossing is dat Convolosaurus eerst heel snel groeide en daarna een langdurige fase inging met zeer zeer langzame groei die geen groeilijnen achterliet.
In 1989 waren de conclusies toch wat afwijkend geweest. De grotere dieren werden toen gezien als volwassenen en de concentraties jongere dieren als nesten. Dat de dieren niet pas uit het ei gekomen waren, verklaarde men door aan te nemen dat ze geruime tijd broedzorg kregen. De vindplaatsen zouden dus een enorme broedkolonie vertegenwoordigen. Die hypothese werd verlaten omdat er geen hatchlings gevonden konden worden en evenmin eierschalen. De concentraties fossielen zouden ook gezien kunnen worden als opdrogende drenkplaatsen.
Oudere dieren verschillen van de jongen door een groter aantal tanden, een relatief langer schouderblad en een verlenging van het scheenbeen ten opzichte van het dijbeen. Dat laatste is opmerkelijk want het betekent dat het dier meer gespecialiseerd raakte voor een rennende levenswijze terwijl het gewicht toenam.